# بريتو (لاعب كرة قدم مواليد 1981)
بريتو (بالبرتغالية: João Luiz Ferreira da Silva‏) هو لاعب كرة قدم برازيلي في مركز الهجوم، ولد في 12 يونيو 1981 في نوفو هامبورغو في البرازيل. لعب مع أتلتيكو غويانيينسي وجمعية بورتوغيزا الرياضية وريد بل براغانتينو وزاغويمبيه لوبين وشتوتغارت كيكرز ونادي ساو كايتانو ونادي غواراني ونادي فيتوريا ونادي فيلا نوفا ونادي كاشياس دو سول ونادي نوفو هامبورغو.

## وصلات خارجية
- بريتو (لاعب كرة قدم مواليد 1981) على موقع قاعدة بيانات كرة القدم.إي يو (الإنجليزية)
- بريتو (لاعب كرة قدم مواليد 1981) على موقع Soccerway.com (الإنجليزية)